# Цзиньань (Фучжоу)
Цзиньа́нь (кит. упр. 晋安, пиньинь Jìn'ān) — район городского подчинения городского округа Фучжоу провинции Фуцзянь (КНР).

## История
В декабре 1952 года в составе Фучжоу был образован Пригородный район (郊区). В последующие годы он не раз расширялся за счёт прилегающих земель уезда Миньхоу, а часть его земель передавалась в состав растущих районов Фучжоу.
Постановлением Госсовета КНР от 27 октября 1995 года Пригородный район Фучжоу был переименован в район Цзиньань.

## Административное деление
Район делится на 3 уличных комитета, 4 посёлка и 2 волости.